# Tegafur

Tegafur

Tegafur é um pró-fármaco que após metabolização transforma-se em 5-fluoruracil utilizado como antineoplásico, especialmente nos casos de cancro de mama, de fígado e gastrintestinal. Todavia, deve ser evitado nas mulheres grávidas e as que amamentam. A via de administração é a oral ou intravenosa.

## Mecanismo de ação
O metabólito ativo interfere na fase S do ciclo celular.

## Doses usuais
As doses usuais para o medicamento administrado pela via oral são 1 g/m² por dia durante 6 semanas. A dose intravenosa é de 2 g/m² por 5 dias ou dose única de 3-4 g/m² por dia, repetindo por duas ou três semanas.